# 呆头成
《呆头成的青春纪事》是彭永成画的漫画，曾在中国大陆的《少年漫画》连载过，和赵佳的《黑血 (漫画)》一起为撑起《少年漫画》的两大漫画。中国工商联出版社出版，分别为《呆头成的运动周记》1本和《呆头成的青春纪事》4本。主角呆头成爱上课和睡觉，且每次翘课、作弊都会被老师逮个正着，有两个朋友是昏豆和酷面。